# بيت نيس
بيت نيس (بالإنجليزية: Pete Nice)‏ هو رابر أمريكي، ولد في 1967.

## وصلات خارجية
- بيت نيس على موقع IMDb (الإنجليزية)
- بيت نيس على موقع ميوزك برينز (الإنجليزية)
- بيت نيس على موقع ميوزك برينز (الإنجليزية)
- بيت نيس على موقع أول ميوزيك (الإنجليزية)
- بيت نيس على موقع ديسكوغز (الإنجليزية)
- بيت نيس على موقع ديسكوغز (الإنجليزية)
- بيت نيس على موقع قاعدة بيانات الفيلم (الإنجليزية)